# Mistrzostwa świata do lat 18 w hokeju na lodzie mężczyzn 2017
19. Mistrzostwa Świata do lat 18 w Hokeju na Lodzie odbędą się w dniach od 13 do 23 kwietnia 2017 r. w słowackich miastach Popradzie i Nowej Wsi Spiskiej. To drugie mistrzostwa rozgrywane na Słowacji.
Obrońcą tytułu mistrzowskiego była reprezentacja Finlandii, która w 2016 roku w Grand Forks pokonała reprezentację Szwecji 6:1. Mistrzami zostali Amerykanie, którzy w finale pokonali obrońców tytułu 4:2.

## Elita
| Lp. | Drużyna           |
| --- | ----------------- |
|     | Stany Zjednoczone |
|     | Finlandia         |
|     | Rosja             |
| 4   | Szwecja           |
| 5   | Kanada            |
| 6   | Słowacja          |
| 7   | Czechy            |
| 8   | Szwajcaria        |
| 9   | Białoruś          |
| 10  | Łotwa             |

W tej części mistrzostw uczestniczyło 10 najlepszych drużyn na świecie. System rozgrywania meczów jest inny niż w niższych dywizjach. Najpierw drużyny grały w dwóch grupach preeliminacyjnych, każda po 5 drużyn. Spośród nich najlepsze cztery drużyny bezpośrednio awansowały do ćwierćfinałów. Najgorsze dwie drużyny każdej z grup walczyły w meczach między sobą o utrzymanie w elicie. Drużyna, która przegrała dwukrotnie spadła do I Dywizji.

## Pierwsza dywizja
Grupa A
| Lp. | Drużyna    |
| --- | ---------- |
| 1   | Francja    |
| 2   | Kazachstan |
| 3   | Dania      |
| 4   | Norwegia   |
| 5   | Niemcy     |
| 6   | Węgry      |

Grupa B
| Lp. | Drużyna  |
| --- | -------- |
| 1   | Słowenia |
| 2   | Austria  |
| 3   | Japonia  |
| 4   | Włochy   |
| 5   | Ukraina  |
| 6   | Polska   |

W mistrzostwach pierwszej dywizji brało udział 12 zespołów, które podzielono na dwie grupy po 6 zespołów. Rozegrały mecze systemem każdy z każdym. Zwycięzca turnieju grupy A awansował do mistrzostw świata elity w 2018 roku, zaś najsłabsza drużyna grupy B spadła do drugiej dywizji.
Zarówno grupa A jak i grupa B swoje mecze rozgrywać będą w słoweńskim Bledzie. Turniej grupa A odbędzie się w dniach 7-13 kwietnia, natomiast grupy B 15-21 kwietnia 2017 roku

## Druga dywizja
Grupa A
| Lp. | Drużyna          |
| --- | ---------------- |
| 1   | Rumunia          |
| 2   | Estonia          |
| 3   | Litwa            |
| 4   | Korea Południowa |
| 5   | Wielka Brytania  |
| 6   | Chorwacja        |

Grupa B
| Lp. | Drużyna   |
| --- | --------- |
| 1   | Australia |
| 2   | Hiszpania |
| 3   | Serbia    |
| 4   | Holandia  |
| 5   | Islandia  |
| 6   | Belgia    |

W mistrzostwach drugiej dywizji uczestniczyło 12 zespołów, które podzielono na dwie grupy po 6 zespołów. Rozgrywały one mecze systemem każdy z każdym. Zwycięzca turnieju grupy A awansował do mistrzostw świata pierwszej dywizji w 2018 roku, zaś najsłabsza drużyna grupy B spadła do trzeciej dywizji.
Grupa A rozgrywała swoje mecze w koreańskim Gangneung w dniach 2–8 kwietnia 2017 roku.
Grupa B rozgrywała swoje mecze w serbskim w Nowym Sadzie w dniach 13–19 marca 2017 roku.

## Trzecia dywizja
Grupa A
| Lp. | Drużyna         |
| --- | --------------- |
| 1   | Chiny           |
| 2   | Izrael          |
| 3   | Chińskie Tajpej |
| 4   | Bułgaria        |
| 5   | Turcja          |
| 6   | Nowa Zelandia   |

Grupa B
| Lp. | Drużyna           |
| --- | ----------------- |
| 1   | Meksyk            |
| 2   | Hongkong          |
| 3   | Południowa Afryka |

W mistrzostwach trzeciej dywizji uczestniczyło 9 zespołów, które zostały podzielone na dwie grupy po 6 i 3 zespoły. Rozgrywały mecze systemem każdy z każdym. Zwycięzca turnieju grupy A awansował do mistrzostw świata drugiej dywizji w 2018 roku, zaś zwycięska drużyna grupy B w przyszłym sezonie będzie występować w grupie A.
Grupa A rozgrywała swoje mecze w tajwańskim Tajpej w dniach 21–27 marca 2017 roku.
Grupa B rozgrywała swoje mecze w meksykańskim Meksyk w dniach 17–19 marca 2017 roku.